# Puliciphora pygmaea
Puliciphora pygmaea är en tvåvingeart som först beskrevs av Borgmeier 1960. Puliciphora pygmaea ingår i släktet Puliciphora och familjen puckelflugor.
Artens utbredningsområde är Panama. Inga underarter finns listade i Catalogue of Life.